# Uruguay i olympiska sommarspelen 2008
Uruguay i olympiska sommarspelen 2008 bestod av 109 idrottare som blivit uttagna av Uruguays olympiska kommitté. Landet tog en bronsmedalj.

## Cykling
- Huvudartikel: Cykling vid olympiska sommarspelen 2008

### Bana
Poänglopp
| Cyklist        | Gren                | Poäng/varv | Placering |
| -------------- | ------------------- | ---------- | --------- |
| Milton Wynants | Herrarnas poänglopp | 5/0        | 16        |

## Friidrott
- Huvudartikel: Friidrott vid olympiska sommarspelen 2008

Förkortningar
- Noteringar – Placeringarna avser endast löparens eget heat
- Q = Kvalificerad till nästa omgång
- q = Kvalificerade sig till nästa omgång som den snabbaste idrottaren eller, i fältgrenarna, via placering utan att uppnå kvalgränsen.
- NR = Nationellt rekord
- N/A = Omgången ingick inte i grenen
- Bye = Idrottaren behövde inte delta i denna omgång

Herrar
Bana och landsväg
| Andrés Silva | 400 m | 46.34 | 5 | i.u.             | i.u.             | Gick inte vidare | Gick inte vidare | Gick inte vidare | Gick inte vidare |
| Heber Viera  | 200 m | 20.93 | 6 | Gick inte vidare | Gick inte vidare | Gick inte vidare | Gick inte vidare | Gick inte vidare | Gick inte vidare |

Damer
Bana & landsväg
| Idrottare      | Gren  | Heat     | Heat      | Semifinal        | Semifinal        | Final            | Final            |
| Idrottare      | Gren  | Resultat | Placering | Resultat         | Placering        | Resultat         | Placering        |
| -------------- | ----- | -------- | --------- | ---------------- | ---------------- | ---------------- | ---------------- |
| Marcela Britos | 800 m | 2:08.98  | 8         | Gick inte vidare | Gick inte vidare | Gick inte vidare | Gick inte vidare |

## Rodd
Herrar
| Idrottare                    | Gren                    | Heat    | Heat      | Återkval | Återkval  | Kvartsfinal | Kvartsfinal | Semifinal | Semifinal | Final   | Final     | Final |
| Idrottare                    | Gren                    | Tid     | Placering | Tid      | Placering | Tid         | Placering   | Tid       | Placering | Tid     | Placering |       |
| ---------------------------- | ----------------------- | ------- | --------- | -------- | --------- | ----------- | ----------- | --------- | --------- | ------- | --------- | ----- |
| Leandro Salvagno Rattaro     | Singelsculler           | 7:52,53 | 4 QF      | i.u.     | i.u.      | 7:26,85     | 6 SC/D      | 7:32,83   | 4 FD      | 7:04,13 | 19        |       |
| Rodolfo Collazo Angel García | Lättvikts-dubbelsculler | 6:25,86 | 4 R       | 6:46,98  | 3 SC/D    | i.u.        | i.u.        | 6:33,49   | 2 FC      | 6:30,61 | 15        |       |

## Segling
Herrar
| Seglare          | Gren  | Lopp | Lopp | Lopp | Lopp | Lopp | Lopp | Lopp | Lopp | Lopp | Lopp | Lopp | Summerad poäng | Finalplacering |
| Seglare          | Gren  | 1    | 2    | 3    | 4    | 5    | 6    | 7    | 8    | 9    | 10   | M*   | Summerad poäng | Finalplacering |
| ---------------- | ----- | ---- | ---- | ---- | ---- | ---- | ---- | ---- | ---- | ---- | ---- | ---- | -------------- | -------------- |
| Alejandro Foglia | Laser | 12   | 27   | 33   | 7    | 36   | 4    | 6    | 26   | 18   | CAN  | EL   | 133            | 17             |

M = Medaljlopp; EL = Eliminerad – gick inte vidare till medaljloppet;

## Simning
- Huvudartikel: Simning vid olympiska sommarspelen 2008

## Skytte
- Huvudartikel: Skytte vid olympiska sommarspelen 2008